# Hawadax
Hawadax en Aleutià és una petita illa de les illes Rat, un subgrup de les illes Aleutianes occidentals, a l'estat d'Alaska dels Estats Units. L'illa va ser coneguda amb el nom d'illa Rat fins al maig de 2012, quan va passar a anomenar-se de manera oficial Hawadax, un mot aleutià que significa "entrada" i "benvinguda". L'illa té una superfície de 26,7095 km² i no té població humana permanent. Es troba dins del Refugi de Vida Silvestre Marítima d'Alaska (Alaska Maritime National Wildlife Refuge ).
L'antic nom d'illa Rat era la traducció a l'anglès del nom que li va donar a les illes, Krisyj, el capità rus Fiódor Litke el 1827, quan va visitar les illes Aleutianes en un viatge al voltant del món.
Hawadax és molt propensa a patir terratrèmols, ja que es troba a la frontera de les plaques tectòniques del Pacífic i d'Amèrica del Nord en ple cinturó de foc del Pacífic. El 1965 hi va haver un gran terratrèmol amb una magnitud 8,7 en l'escala de Richter a les illes Rat.

## Poblacions de rates

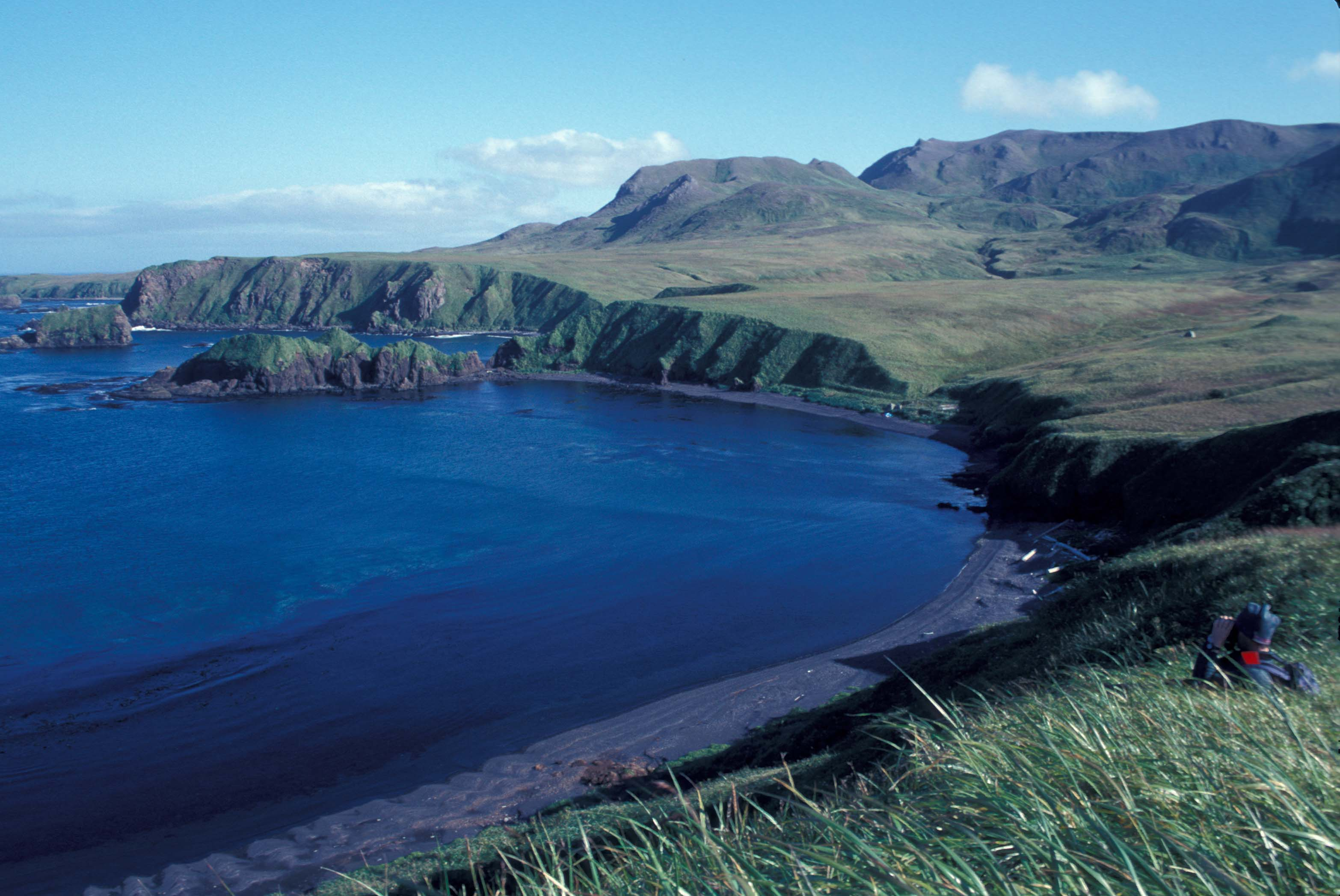
Vista de Hawadax

L'illa estava fortament infestada per rates de Noruega, que es consideren una espècie invasora perjudicial a causa del seu impacte negatiu en les poblacions d'ocells que nidifiquen a terra.
Les rates van arribar a l'illa abans de 1780 degut al naufragi d'un vaixell japonès. Des de llavors les rates han tingut un efecte devastador sobre la mida i diversitat de les poblacions d'aus marines locals que no disposen de defenses naturals contra les rates. Des de la introducció les rates s'han propagat almenys a altres 16 illes.
El 2007 el Servei de Pesca i Fauna Salvatge dels Estats Units, que administra el Refugi de Vida Silvestre Marítima d'Alaska, formulà plans per erradicar les rates, sense afectar negativament d'altres espècies. Els científics consideren l'illa una prova per altres erradicacions en ambients menys aïllats. El pla d'erradicació es basava en l'anterior pla d'erradicació de la guineu roja de diverses illes Aleutianes, on hi fou introduïda deliberadament per a la cria.
La tardor del 2008, usant helicòpters, abocaren cubells del rodenticida brodifacoum sobre l'illa durant una setmana. El juny de 2009, l'illa va ser declarada lliure de rates, per primer cop en 229 anys, tot i que el lloc fou objecte de seguiment durant dos anys per a la confirmació definitiva. Posteriors observacions mostren com diverses espècies d'aus, incloses les oques aleutianes, la perdiu blanca, el falcó pelegrí i les garses negres americanes, estan començant a niar de nou a l'illa.